# Philips-USFA

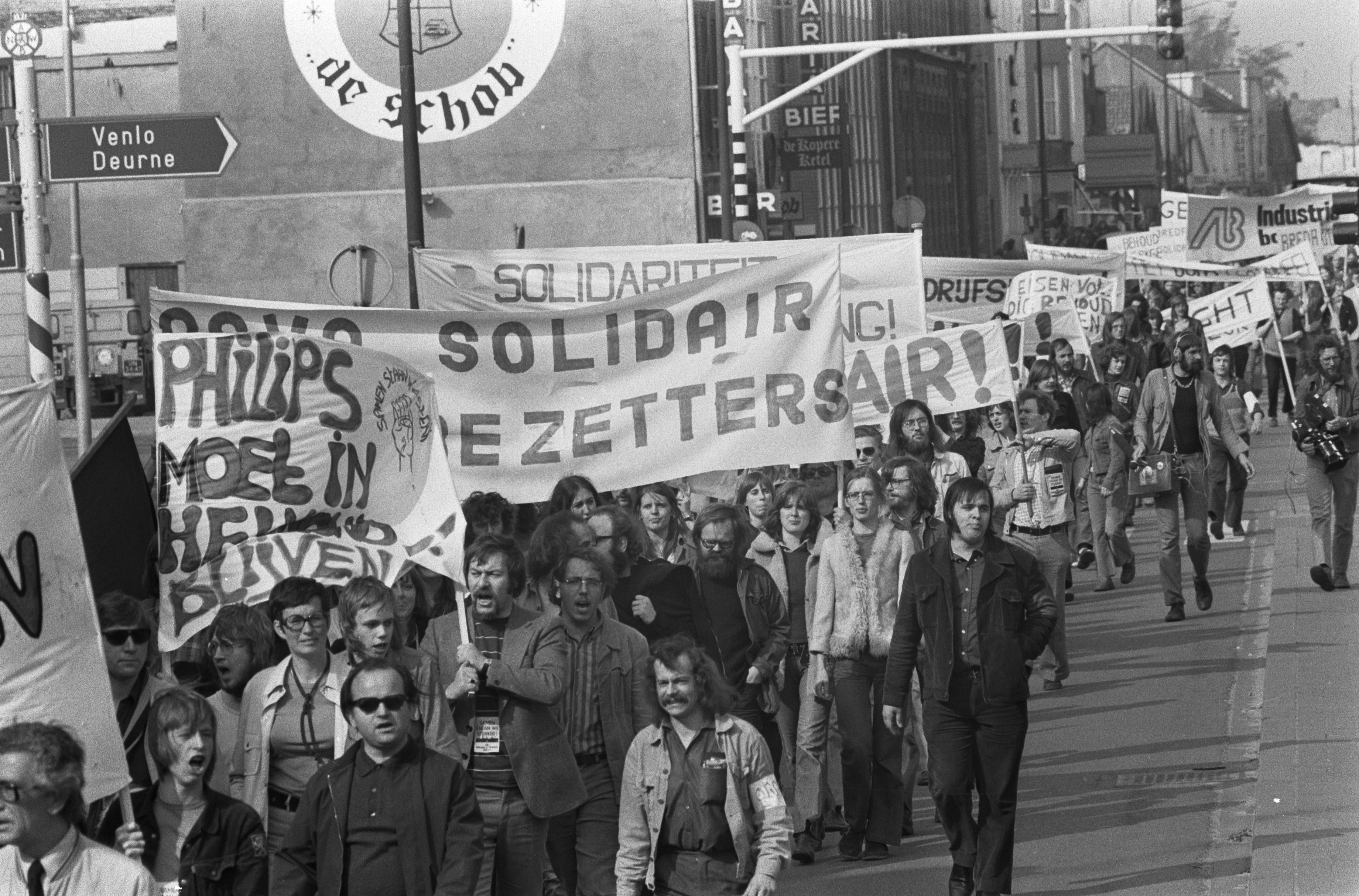
Demonstratie in 1974 tegen de sluiting van Philips-USFA in Helmond

Philips-USFA (afkorting voor: UltraSoneFAbriek) was een bedrijf dat bestond uit een aantal vestigingen van Philips waar militaire producten werden vervaardigd.
Philips verwierf deze activiteit na de Tweede Wereldoorlog, toen een aantal door Duitsers geleide militaire bedrijven werden genaast. Er zijn vijf vestigingen bekend:
- Eindhoven, aan de Schouwbroekseweg. Hier werkten ongeveer 275 mensen.
- Eindhoven, aan de Meerenakkerweg (gesloopt).
- Eindhoven, aan de Oirschotsedijk (gesloopt).
- Helmond, hier werkten ongeveer 30 mensen.
- Rijswijk, aan de Kleiweg. Hier werkten 36 mensen.

In Rijswijk en Helmond hield men zich met name bezig met activiteiten op het gebied van optische instrumenten zoals nachtkijkers. Te Eindhoven experimenteerde men met geluidsarme stirlingmotoren. Hieruit is de productie van koudgas koelmachines voortgekomen. Ook hield men zich bezig met cryptografie.

## Geschiedenis

### Cryptografie
In 1957 nam Philips USFA alles wat PTT op cryptografiegebied ontwikkeld had na de Tweede Wereldoorlog over. Het waren apparaten die de overheid gebruikte voor de beveiliging van haar telexverkeer. De belangrijkste afnemers in de PTT-tijd waren de Koninklijke Marine en het ministerie van Buitenlandse Zaken. Er waren in die periode drie generaties crypto-apparaten ontwikkeld, met relais in 1947, radiobuizen 1950 en transistoren in 1956. De Colex en de Ecolex series crypto-apparatuur waren ontwikkeld door een afdeling van het Neherlaboratorium van PTT te Leidschendam. PTT wilde van de cryptografie af omdat het niet behoorde tot haar basisactiviteiten. Na zes jaar kwam de Ecolex IV, de eerste opvolger van de PTT-apparatuur, op de markt.

### Helmond
Philips bracht in 1971 een deel van USFA naar Helmond, omdat daar een hoge werkloosheid was vanwege de crisis in de textielindustrie. De Eindhovense werknemers wilden echter niet naar Helmond verhuizen, en ook de markt viel tegen. Daarom werd al in januari 1974 besloten de fabriek weer te sluiten. Dit leidde in maart tot een bezetting van de Helmondse vestiging. Nadat een compromis was bereikt werd de bezetting op 12 april opgeheven. De vestiging te Helmond sloot in 1976. 

### Eindhoven
De Eindhovense vestiging is overgenomen door Hollandse Signaalapparaten en is Signaal USFA gaan heten. Na de overname door Thales kwamen er namen als Thales Mutronix en Thales Cryogenics (koelmachines). De cryptografie-activiteiten bleven bij Philips, onder de naam Philips-Crypto. Andere vestigingen werden verzelfstandigd, overgenomen door derden of hebben een andere naam gekregen. De vestiging aan de Schouwbroekseweg is gesloopt, er kwam een woonwijk voor in de plaats. In 2011 werd ontdekt dat de grond onder de wijk sterk was verontreinigd door het gebruik van gechloreerde oplosmiddelen in de Philips-USFA periode.

## Acties
Philips-USFA is, als fabrikant van wapensystemen, herhaaldelijk het doelwit geweest van de vredesbeweging, met name als het ging om leveranties aan minder vredelievende regimes. Vredesactivist Kees Koning heeft er ingebroken en 'onthullende documenten' verzameld.  